# 무운로
무운로(Muun-ro)는 경상북도 문경시 농암면 농암사거리에서 상주시 함창읍 함장교차로를 잇는 경상북도의 도로이다.

## 주요 경유지
경상북도
- 문경시 (농암면) - 상주시 (은척면 . 이안면 . 함창읍)

## 노선
| 이름          | 접속 노선                        | 소재지 | 소재지 | 비고                    |
| ------------- | -------------------------------- | ------ | ------ | ----------------------- |
| 농암사거리    | 지방도 제901호선 (은성로) 청화로 | 문경시 | 농암면 | 지방도 제901호선과 중복 |
| 농암교        |                                  | 문경시 | 농암면 | 지방도 제901호선과 중복 |
| 사현1 교차로  | 지방도 제901호선 (우산로)        | 문경시 | 농암면 | 지방도 제901호선과 중복 |
| 사현2 교차로  |                                  | 문경시 | 농암면 |                         |
| 사현터널      |                                  | 문경시 | 농암면 |                         |
| 지동 교차로   | 지동길                           | 문경시 | 농암면 |                         |
| 지동터널      |                                  | 상주시 | 은척면 |                         |
| 두곡1 교차로  | 무운1로                          | 상주시 | 은척면 |                         |
| 두곡2 교차로  | 두곡2길                          | 상주시 | 은척면 |                         |
| 장암교        |                                  | 상주시 | 은척면 |                         |
| 두곡3 교차로  | 작약로                           | 상주시 | 은척면 |                         |
| 무릉 교차로   | 무릉1길                          | 상주시 | 이안면 |                         |
| 감암교        |                                  | 상주시 | 이안면 |                         |
| 아천 교차로   | 사실로                           | 상주시 | 이안면 |                         |
| 아천고개      |                                  | 상주시 | 이안면 |                         |
| 서낭당고개    |                                  | 상주시 | 이안면 |                         |
| 건천교        |                                  | 상주시 | 이안면 |                         |
| 양범 교차로   | 양범안룡길                       | 상주시 | 이안면 |                         |
| 교촌 교차로   | 교촌길                           | 상주시 | 함창읍 |                         |
| 애곡고개      |                                  | 상주시 | 함창읍 |                         |
| 함창 교차로   | 구향로                           | 상주시 | 함창읍 |                         |
| 당교로와 직결 |                                  |        |        |                         |

## 주요건물및 시설
- 상주이안우체국 (경상북도 상주시 이안면 무운로 1485)
- SK에너지 순흥주유소 (경상북도 상주시 함창읍 무운로 1556)